# David Gray
David Gray, född 13 juni 1968 i Manchester, är en brittisk singer/songwriter.

## Biografi
Grays familj flyttade till Wales när han var 9 år gammal .
Grays musikaliska karriär tog sin början i England, dit han sedan flyttade tillbaka för att studera vid universitetet i Liverpool. Efter att ha spelat i olika lokala punkband började han snart experimentera med en mer poetisk form av skrivandet, vilken i dag har fått kritiker att jämföra honom med bland andra Bob Dylan.
Sitt första genombrott fick Gray på Irland. Då han turnerade landet runt för fulla hus, igenkänd vart han än gick, var han i det närmaste okänd i hemlandet England. Det mer internationella genombrottet, såväl som nationella, skulle dock inte låta dröja på sig, allt för länge.
När Dave Matthew ifrån Dave Matthews Band fick höra David Grays musik, blev han så förtjust att han bestämde sig för att ge ut den på sitt privata skivbolag, vilket lade grunden till en USA-lansering. 
This Year's Love, som Gray skrivit och komponerat själv, är även ett soundtrack i filmen The Girl Next Door, med bland annat Elisha Cuthbert i en av rollerna.

## Diskografi
- 1993 - A Century Ends
- 1994 - Flesh
- 1996 - Sell, Sell, Sell
- 1999 - White Ladder
- 2002 - A New Day At Midnight
- 2005 - Life in Slow Motion
- 2007 - A Thousand Miles Behind
- 2009 - Draw The Line
- 2010 - Foundling
- 2014 - Mutineers
- 2019 - Gold in a brass age
- 2021 - Skellig

Därtill b-sidorna "Lost songs" och "The EP'S 92-94